# Огнестрельное оружие
Огнестре́льное ору́жие — оружие дальнего и ближнего боя, в котором для разгона и выбрасывания снаряда (мины, пули) из канала ствола используется сила давления газов, образующихся при сгорании топливо-окислительных горючих смесей, как правило, пороха.
Огнестрельное оружие сочетает в себе средство непосредственного поражения (артиллерийский снаряд, мина, пуля) и средство метания их к цели (автоматы, пистолеты, пушки и др.). Существуют виды огнестрельного оружия, такие как артиллерийское, стрелковое оружие и гранатомёты. Формально к огнестрельному оружию относятся и реактивные системы залпового огня. Ранее на Руси (в России) называлось огненный (вогненный) бой.

У нашего великого государя, против его государских недругов, рать собирается многая и несчётная, а строения бывает разного: …

Казаки донские, терские, яицкие бьются огненным боем; а запорожские черкасы — и огненным, и лучным.— Описание Русского войска, данное Козимо Медичи, во Флоренции, стольником И. И. Чемодановым (посол в Венеции), в 1656 году.

## История
Первое огнестрельное оружие (деревянное «огненное копьё» — прототип ручной пищали) появилось в Китае. Хроники зафиксировали его применение в 1132 году.
Не слишком хорошо исследован вопрос, какое место в истории возникновения огнестрельного оружия может занимать греческий огонь, поскольку, с одной стороны, он известен с гораздо более древних времён, но, с другой стороны, часто нет ясности в способе его метания. Однако уже в «Книге огней для сжигания врагов» (Liber ignium ad comburendos hostes), написанной около 1250 года или в конце XIII века Марком Греком, при описании конкретного состава греческого огня приводится вполне определённое описание способа метания: «1 часть канифоли, 1 часть серы, 6 частей селитры в тонко измельчённом виде растворить в льняном или лавровом масле, затем положить в трубу или в деревянный ствол и зажечь. Заряд тотчас летит в любом направлении и всё уничтожает огнём». Видно, что выстрел производился именно способом, характерным для огнестрельного оружия (за счёт горения метательного вещества), и при этом дальность применения греческого огня заметно превосходила китайское огненное копьё при высокой эффективности.
Официально считается, что в Европе огнестрельное оружие возникло в XIV веке, когда развитие техники позволило использовать энергию пороха. Это знаменовало новую эру в военном деле — появление артиллерии, в том числе отдельной отрасли артиллерии — ручной артиллерии.
Первые образцы ручного огнестрельного оружия представляли собой сравнительно короткие железные или бронзовые трубы, глухо запаянные с одного конца, который иногда заканчивался стержнем (целиком металлическим или переходящим в древко). Трубы без стержней прикреплялись к ложам, представлявшим собой грубо обработанные деревянные колоды.
Зарядка оружия осуществлялась самым примитивным образом — в канал засыпался заряд пороха, а затем туда вводилась железная или свинцовая пуля. Оружие стрелок зажимал под мышкой или упирал в плечо (впрочем, иногда упором служила и земля). Запал заряда производился путём поднесения тлеющего фитиля к небольшому отверстию в стенке ствола.
В XV веке огнестрельное оружие уже широко применялось в Европе (Осада Орлеана, Битва при Кастийоне, Штурм Константинополя). В XVI веке в России появляются специализированные подразделения солдат, вооружённые огнестрельным оружием (стрельцы).
Уже в первой четверти XV века в устройстве ручного огнестрельного оружия появились первые усовершенствования — стволы стали длиннее, приклады изогнутыми, затравочные отверстия расположенными не на линии прицеливания, а сбоку (причём около этих отверстий располагались полочки, на которые насыпалась затравка), а на самом стволе появились прицельные приспособления. Такое оружие в Западной Европе называлось кулевринами. Эффективность стрельбы подобных образцов оставалась довольно низкой, а процесс зарядки занимал несколько минут. Большое неудобство представлял собой способ воспламенения заряда — тлеющий фитиль отвлекал стрелка от прицеливания.
Конструкция стрелкового оружия на протяжении XIV—XV вв. оставалась неизменной. Вносились лишь мелкие улучшения. В частности со второй половины XV века фитиль стали крепить на конце рычага, шарнирно укреплённого на оружии. При нажиме на один конец рычага другой (с прикреплённым тлеющим фитилём) касался затравки и воспламенял её. Рычаг получил называние «серпентин». Иногда серпентином называлось и всё оружие. Но в Европе чаще использовалось слово аркебуза, а на Руси — пищаль.
Толчком к дальнейшему развитию огнестрельного оружия стало появление искровых замков в начале XVI века. Их широкое распространение стало возможным лишь благодаря общему развитию техники в Европе. Наибольшее распространение получил так называемый нюрнбергский колесцовый замок. Чтобы привести в действие его предварительно взведённый механизм, следовало нажать на спуск. При этом освобождалось и начинало быстро вращаться особое колёсико, к насечённому краю которого одновременно с началом вращения прикасался курок с зажатым пиритом. До нажима на спуск курок силой двуперой пружины прижимался к крышечке полки, которая с началом вращения колёсика автоматически отодвигалась, давая возможность пириту соприкоснуться с колёсиком, в результате чего тотчас же высекались искры, воспламенявшие пороховую затравку. Перед выстрелом (разумеется, после введения в ствол пороха и пули) нужно было завести ключом пружину колесца, отвести курок от полки, для того чтобы насыпать на неё пороховую затравку, закрыть полку, надвинуть на неё крышку и подвести к ней курок. Ружья с колесцовыми замками по сравнению с фитильными обладали многими преимуществами: удобством обращения, большей надёжностью и возможностью стрелять в любую погоду. Главным недостатком колесцовых замков была их дороговизна, позволявшая вооружать подобными ружьями лишь элитные части армии.
Приблизительно в то же время (начало XVI века) в Европе появляется искровой ударно-кремнёвый замок. В нём искры, воспламенявшие заряд, высекались из ударявшегося о стальную пластину кусочка кремня, закреплённого на курке. Преимущество ударно-кремнёвого замка перед колесцовым было в простоте производства и использования. Конструкция ударно-кремнёвого замка позволила стрелкам сократить интервал между выстрелами до 1 минуты и меньше.
Следующий этап развития стрелкового оружия — появление казнозарядных образцов стрелкового оружия, использующих унитарные патроны, первым создателем которых являлся швейцарский оружейник Паули; однако его идеи не были внедрены, а унитарный патрон и оружие к нему были далее развиты его бывшим работником Дрейзе (игольчатые патроны, игольчатое ружьё) и Казимиром Лефоше (шпилечные патроны), затем вытеснены патронами центрального боя, в которых капсюль находится в середине донца гильзы. В ружьях Дрейзе уже стали применяться стержневой ударник и боевая цилиндрическая пружина. Также появляются многозарядные конструкции (в виде револьверов) и магазинных винтовок. Дальнейшее направление развития стрелкового оружия связано с созданием скорострельного оружия, сначала со внешним механическим приводом (митральеза, в России — картечница), а затем и автоматического, с использованием для перезарядки энергии выстрела. Развивая и модернизируя конструкцию митральез, изобретатель Хайрем Максим создаёт полностью автоматическое оружие — пулемёт Максима. Создание полностью автоматизированного оружия было невозможно без создания бездымных порохов. Современная тенденция создания новых конструкций — прежде всего технологическое улучшения (введение новых материалов — пластмасс и керамики), применение безгильзовых патронов, повышение кучности, точности, убойной силы. Технически огнестрельное оружие является одним из видов двигателя внутреннего сгорания.

### Кулеврина
Кулеври́на (от фр. couleuvre — «уж» и couleuvrine — «змеевидный», что в свою очередь восходит к лат. colubrinus — «змеевидный») — огнестрельное оружие, бывшее предком аркебузы, мушкета и лёгкой пушки. Название, вероятно, произошло от конструкции, в которой для прочности ствол, выкованный из железных или медных полос, прикреплялся к деревянному ложу посредством колец, числом обычно не превышавших пять. Ложе для облегчения веса могло делаться с продольными желобками на прикладе и шейке. Калибр варьировался от 12,5 до 22 мм, длина — от 1,2 до 2,4 м, вес кулеврины в зависимости от применения в качестве ручного или полевого орудия колебался от 5 до 28 кг. Рыцарские доспехи пробивала на расстоянии от 25 до 30 метров. В России кулеврине соответствовала пищаль, в Германии — «шланг» (от нем. Schlange — «змея»). Применялась для поражения живой силы противника на близком расстоянии. Кулеврины производились как стационарные, так и переносные. Пушка отличалась дальностью стрельбы. Использовалась с XV по XVIII век как стрелковое или артиллерийское оружие. Была вытеснена аркебузой.

### Аркебуза
Аркебу́за (фр. arquebuse) — гладкоствольное, фитильное дульнозарядное ружьё, один из первоначальных образцов ручного огнестрельного оружия, появившийся в 1379 году в Германии.
Первоначально аркебуза представляла собой арбалет особой конструкции (известный как аркебуз) с закрытым ложем, который заряжался металлическими шариками (отсюда и название: arque + англ. buse); потом стали использовать порох и фитиль — так появилось первое ручное огнестрельное оружие.
Заряжалась с дула, стреляла короткой стрелой или каменными, а позже свинцовыми пулями. Пороховой заряд поджигался с помощью фитильного замка. Вес аркебузы составлял около 3 килограммов, калибр — 15−17 мм. Пуля, выпущенная из аркебузы конца XV века, имела дульную скорость около 300 м/сек и пробивала тяжёлый рыцарский доспех на расстоянии до 30−35 метров. Примерно такая же была прицельная дальность. Длина ствола в XV веке составляла 30−40 калибров. Это было связано с несовершенной технологией изготовления стволов, а также с тем, что до начала XVI века применялась пороховая мякоть (зерновой порох был изобретён около 1420 года) и зарядить ею длинноствольное оружие было затруднительно.

### Пищаль
Пища́ль — общее русскоязычное название ранних образцов средне- и длинноствольного огнестрельного оружия с прямым стволом. Пищали, появившиеся в последней четверти XIV века, использовались для прицельной стрельбы по живой силе и укреплениям. Само слово «пищаль» означает «дудка» и известно в славянских источниках с XI века; применительно к огнестрельному оружию этот термин впервые упоминается около 1399 года.
Существовали как ручные пищали (известные под названиями ручница, самопал, недомерок), так и крепостные, предназначенные для стрельбы со стен укрепления, треноги или лафета. Словом пищаль также нередко именовали пушки. Различали разнообразные виды пищалей-орудий: крепостные, осадные, стенобитные, полковые, полевые; железные, стальные, медные, бронзовые, чугунные. В качестве снарядов использовались преимущественно железные или чугунные ядра (для ручных пищалей — пули).
Первоначально конструкция пищалей была очень схожей. Отличия в конструкции появились в конце XV века с изобретением фитильных замков.
Толчком к дальнейшему развитию огнестрельного оружия стало появление искровых замко́в в начале XVI века. Их широкое распространение стало возможным лишь благодаря общему развитию техники в Европе. Наибольшее распространение получил так называемый нюрнбергский колесцовый замок. Чтобы привести в действие его предварительно взведённый механизм, следовало нажать на спуск. При этом освобождалось и начинало быстро вращаться особое колёсико, к насечённому краю которого одновременно с началом вращения прикасался курок с зажатым пиритом. До нажима на спуск курок силой двуперной пружины прижимался к крышечке полки, которая с началом вращения колёсика автоматически отодвигалась, давая возможность пириту соприкоснуться с колёсиком, в результате чего тотчас же высекались искры, воспламенявшие пороховую затравку. Перед выстрелом (разумеется, после введения в ствол пороха и пули) нужно было завести ключом пружину колесца, отвести курок от полки, для того чтобы насыпать на неё пороховую затравку, закрыть полку, надвинуть на неё крышку и подвести к ней курок. Ружья с колесцовыми замками по сравнению с фитильными обладали многими преимуществами. Более удобное обращение, надёжность и возможность стрелять в любую погоду. Главным недостатком колесцовых замков была их дороговизна, позволявшая вооружать подобными ружьями лишь элитные части армии.
На Руси с 1408 года пищали упоминаются в качестве осадной артиллерии, с 1450 года — средства для обороны городов, а с 1480 года пищалями называется не только артиллерия, но и стрелковое оружие. В 1511 году впервые упомянут «пищальный наряд».
Приблизительно в то же время (начало XVII века) в Европе появляется искровый ударно-кремнёвый замок. В XVI веке появились ручные кремнёвые пищали, которые состояли на вооружении до XVIII века. Фактически это был русский вариант мушкета. Такие пищали вышли из употребления при реформе армии, проводившейся Петром I. Преимущество ударно-кремнёвого замка перед колесцовым было в простоте производства и использования. Конструкция ударно-кремнёвого замка позволила стрелкам сократить интервал между двумя выстрелами до 1 минуты. Так появилось кремнёвое оружие, которое использовалось на протяжении нескольких веков.

## Снаряды к огнестрельному оружию
Снарядом огнестрельного оружия являются, как правило, металлические предметы.
По соответствию калибру оружия снаряды делятся на:
- калиберного типа — пули;
- подкалиберного типа — картечь, дробь.

По способу исполнения снаряды делятся на:
- оболочечные — имеющие медную, мельхиоровую, томпаковую или биметаллическую оболочку, содержащую в себе остальные компоненты снаряда;
- безоболочечные — из мягкого металла (свинец, свинцовые сплавы, реже олово и т. д.), из металлокерамики.

По способу воздействия на цель снаряды делятся на:
- обычные — при ударе образующие ровный раневой канал (см. Огнестрельная рана);
- экспансивные — раскрывающиеся либо разрушающиеся при ударе о препятствие с целью максимальной передачи тканям кинетической энергии и достижения максимального останавливающего действия;
- специальные — предназначенные для выполнения специальных задач: бронебойные, трассирующие, зажигательные, пристрелочные и их комбинации;
- травматические — с малой проникающей способностью, не предназначенные для причинения смерти. Изготовляются из эластичных материалов (резина) со сравнительно малым удельным весом.

## Конструкция
Основными конструктивными элементами огнестрельного оружия являются: ствол, запирающее устройство и воспламеняющее устройство.
Ствол предназначен для придания пуле направленного движения. Внутренняя полость ствола называется каналом ствола. Торец ствола, ближайший к патроннику, называется казённым срезом, противоположный торец — дульным срезом. По устройству канала стволы подразделяются на гладкоствольные и нарезные.
Канал ствола нарезного оружия имеет, как правило, три основных части: патронник, пульный вход, нарезную часть.
Патронник предназначен для размещения и фиксации патрона. Его форма и размеры определяются формой и размерами гильзы патрона. В большинстве случаев форма патронника представляет собой три-четыре сопряжённых конуса: в патронниках под винтовочный и промежуточный патрон — четыре конуса, под патрон с цилиндрической гильзой — один.
Патронники магазинного оружия начинаются патронным вводом — желобком, по которому скользит пуля патрона при подаче его из магазина.
Пульный вход — участок канала ствола между патронником и нарезной частью. Пульный вход служит для правильной ориентации пули в канале ствола и имеет форму усечённого конуса с нарезами, поля которых плавно поднимаются от нуля до полной высоты. Длина пульного входа должна обеспечивать вхождение ведущей части пули в нарезы канала ствола прежде, чем дно пули покинет дульце гильзы.

Нарезная часть ствола служит для придания пуле не только поступательного, но и вращательного движения, что стабилизирует её ориентацию в полёте. Нарезы представляют собой полосовидные углубления, вьющиеся вдоль стенок канала ствола. Нижняя поверхность нареза называется дном, боковые стенки — гранями. Грань нареза, обращённая в сторону патронника и воспринимающая основное давление пули, называется боевой или ведущей, противоположная — холостой. Выступающие участки между нарезами — поля нарезов. Расстояние, на котором нарезы делают полный оборот, называется шагом нарезов. Для оружия определённого калибра шаг нарезов однозначно связан с углом наклона нарезов — углом между гранью и образующей канала ствола.

## Классификация огнестрельного оружия

### По назначению
- Гражданское
  - Оружие самообороны
  - Спортивное
  - Охотничье
  - Сигнальное
- Служебное — для людей, которые по долгу службы могут применять силу (вооружённая охрана, милиция, полиция и пр.).
- Боевое — для ведения боевых действий.

### По типу канала ствола
- Гладкоствольное оружие — не имеет нарезов в стволе. Как правило, предназначено для стрельбы дробью или пулей, реже — подкалиберными стреловидными боеприпасами или турбинными пулями. Также гладкоствольными делают недальнобойные пистолеты, предназначенные для самообороны.
- Оружие с изменяющимся диаметром ствола (ствол с чоком) — ствол с расширением или сужением на конце, для увеличения или уменьшения рассеяния дроби. Отдельным видом ручного оружия с изменяющимся диаметром ствола является оружие с коническим стволом, который может быть как гладким, так и нарезным (пуля Герлиха).
- Гладкоствольное оружие с нарезной частью ствола — имеет дульное сужение (чок) с нарезами, именуемое «парадокс». Предназначено для стрельбы калиберными пулями из мягких металлов.
- Нарезное оружие — имеет нарезы в канале ствола для придания пуле вращательного движения. Нарезное оружие стреляет только пулями, имеет более высокую точность, дальность, мощность и настильность траектории полёта пули.

### По калибру
- Крупнокалиберное:
  - для нарезного короткоствольного оружия — больше 12 мм;
  - для нарезного длинноствольного оружия — больше 9 мм;
  - для гладкоствольного оружия — 10 калибр и больше (8, 4).
- Обычное:
  - для нарезного короткоствольного оружия: 7,5 — 12 мм (примерно от 7,63×25 мм Маузер до .45 ACP);
  - для нарезного длинноствольного оружия: 5,45 — 9 мм (примерно от 5,45×39 мм до 9×54 мм);
  - для гладкоствольного оружия: 20 — 12 калибров.
- Малокалиберное:
  - для нарезного короткоствольного оружия — менее 7,5 мм;
  - для нарезного длинноствольного оружия — 5,6 мм и менее (начиная с .22 Long Rifle);
  - для гладкоствольного оружия — 24 калибр и меньше (28, 32, .410).

### По количеству зарядов
- Однозарядное — после каждого выстрела надо вручную вкладывать новый патрон в патронник. Например, однозарядной является малокалиберная винтовка ТОЗ-6, винтовка Бердана.
- Многозарядное — оружие имеет приспособление для подачи патронов в канал ствола, хранящихся в специальных устройствах и приспособлениях (магазин, барабан, лента, кассета).

### По способу хранения снаряжённых патронов
- Магазинное — оружие, в котором подача патрона осуществляется из магазина. Наиболее распространённый тип стрелкового оружия на сегодня. В свою очередь, магазины делятся по способу исполнения на:
  - коробчатые — патроны располагаются в один или два (реже более) ряда в коробчатом футляре;
  - трубчатые — патроны располагаются один за одним в несъёмном трубчатом контейнере, параллельном стволу (помповые ружья, винтовка Винчестер);
  - барабанные — патроны располагаются в один или несколько рядов возле стенок параллельно оси барабана (барабанный магазин для ППШ, магазин Beta C-Mag);
  - дисковые — патроны расположены в один ряд перпендикулярно оси диска (пулемёты Lewis, ДП);
  - шнековые — патроны расположены вдоль стенок цилиндра по спирали (пистолеты-пулемёты Calico M960, ПП-19 «Бизон»);
- по способу крепления:
  - отъёмные (оружие снаряжается путём смены магазина);
  - постоянные (оружие снаряжается по одному патрону либо обоймой — винтовка Мосина, самозарядный карабин Симонова, пистолет Маузера);
- Барабанное — патрон подаётся поворотом барабана к казённому срезу ствола (револьверы, отдельные устаревшие модели винтовок, охотничье ружьё МЦ-255). На первый взгляд барабан можно отнести к типу магазинов, однако различие состоит в том, что в барабанном оружии патрон не подаётся в канал ствола, а только к каналу. Камо́ра барабана в таком случае служит патронником — продолжением канала ствола;
- С ленточной подачей — подача патронов осуществляется лентой (практически, только пулемёты);
- Ствольно-магазинные (безмагазинные, со ствольным хранением зарядов) — оружие, в котором ствол выполняет функции трубчатого магазина (дробовики).

### По способу подачи патрона в канал ствола
- Самозарядное оружие — подача патрона в канал ствола осуществляется автоматически за счёт использования энергии пороховых газов, энергии отдачи, а также механизмов с внешними источниками энергии (к примеру, с электрическим импульсом и т. д.)
- Оружие с ручной перезарядкой — подача патрона в ствол осуществляется мускульной силой стрелка перед каждым выстрелом.

### По способу заряжания
- Дульнозарядное — заряжаемое с дульной части поочерёдно порохом, пыжом, снарядом с помощью шомпола;
- Казнозарядное — заряжаемое с задней части, как правило, с использованием унитарного патрона.

### По принципу работы автоматики перезаряжания
- Самозарядное — после выстрела выброс гильзы и зарядка нового патрона производятся автоматически. Чтобы произвести следующий выстрел, достаточно ещё раз нажать на спусковой крючок. Самозарядными является подавляющее большинство пистолетов и, например, снайперская винтовка Драгунова. Прежде самозарядное оружие называлось автоматическим, поскольку цикл перезарядки в нём происходил без участия человека, затем же название «автоматическое» перешло к оружию, способному вести огонь очередями.
- Автоматическое — стреляет очередями. То есть, пока спусковой крючок нажат, оружие повторяет цикл «совершить выстрел — выбросить гильзу — подать новый патрон». К этому виду относятся пистолеты-пулемёты, автоматы, пулемёты, а также некоторые пистолеты (например, автоматический пистолет Стечкина). В свою очередь, делится на:
  - Собственно автоматическое оружие (работающее от энергии пороховых газов);
  - Оружие со внешним источником энергии (например, Minigun).
- Многоствольное оружие и револьверы. В них, как и в самозарядном оружии, чтобы произвести следующий выстрел, надо нажать на спусковой крючок. Но достигается это более простыми мерами: каждый патрон располагается в своей каморе, готовый к бою. Преимущество такого оружия по сравнению с самозарядным в том, что при осечке можно выстрелить ещё раз, просто нажав на спусковой крючок. Также механизм долговечнее, поскольку он проще, и приводится в действие мускульной силой стрелка, а не пороховыми газами. Недостатками такого оружия являются большие габариты и трудности перезарядки.

### По целевому назначению
- Винтовки (ружья, карабины) — длинноствольное огнестрельное оружие, предназначенное для вооружения пехоты, для ведения огневого боя, а также действия в рукопашном бою штыком и прикладом, или использования на охоте, в спорте.
- Автоматы (штурмовые винтовки) — автоматическое огнестрельное оружие, предназначенное для вооружения пехоты и ведения огневого боя, а также действия в рукопашном бою штыком и прикладом. При этом автоматы разрабатываются под промежуточный патрон, по размеру меньшим, чем винтовочный, и большим, чем пистолетный.
- Пистолеты-пулемёты — компактное (по сравнению с винтовками и автоматами) автоматическое огнестрельное оружие для ведения боя на ближних и средних дистанциях. Боеприпасом является пистолетный патрон. Часто ошибочно пистолеты-пулемёты называют автоматами.
- Пулемёты — огнестрельное оружие, отличающееся высокой плотностью огня, что достигается большим объёмом снаряжённых боеприпасов и заложенной в конструкцию возможностью вести длительный автоматический огонь. Стволы пулемётов, как правило, имеют средства охлаждения (воздушные или водяные радиаторы) и/или возможность быстрой замены. Боеприпасами для пулемётов могут быть как штатные винтовочные (пулемёт Максима), так и промежуточные патроны (ручной пулемёт Калашникова), а также специально разработанные патроны (ДШК).
- Пистолеты — короткоствольное огнестрельное оружие, предназначенное для стрельбы на коротких дистанциях (чаще всего до 50 м). Конструктивно ориентированы на возможность удержания одной рукой, хотя часто их держат двумя руками.
- Револьверы — разновидность пистолетов; короткоствольное огнестрельное оружие, предназначенное для стрельбы на коротких дистанциях. Отличительной конструктивной особенностью револьверов, отличающих их от пистолетов, является барабанный способ снаряжения патронами. Часто в обиходе револьверы классифицируются как пистолеты, разновидностью которых они и являются.
- Атипичное оружие — самодельное огнестрельное оружие (обрезы, самопалы, самодельные пистолеты и револьверы, другие стреляющие устройства).

## Разновидности

### Стрелковое оружие
Стрелковое оружие — ствольное оружие для стрельбы пулями или другими поражающими элементами. В зависимости от источника энергии для метания поражающего элемента различают огнестрельное, пневматическое, механическое и электрическое стрелковое оружие.

#### Пистолеты
Пистоле́т (фр. pistolet ← фр. pistole от чеш. píšťala — «пищаль, дудка») — ручное короткоствольное неавтоматическое или самозарядное (реже автоматическое) огнестрельное оружие. Предназначен обычно для ведения огня на короткой дистанции (до 25-50 метров), как с одной руки, так и с двух. Может использоваться как для нападения, так и для защиты.
Первые пистолеты были гладкоствольными и однозарядными, современные, как правило, являются нарезными и имеют объёмный магазин, размещающийся обычно в рукоятке и вмещающий от 7 или менее (Кольт M1911) до 17 и более (Беретта Px4 Storm) патронов.
Первые пистолеты появились в XV веке и представляли собой короткий ствол, насаженный на деревянную колоду, с фитильным замком. Леонардо да Винчи изобрёл колесцовый замок для пистолета (заводившийся ключом) — это единственное его изобретение, получившее признание при жизни.

#### Пистолеты-пулемёты
Пистолет-пулемёт (ПП) — индивидуальное ручное автоматическое стрелковое оружие непрерывного огня, использующее для стрельбы пистолетный патрон. С точки зрения современных отечественных отраслевых стандартов:
ГОСТ 28653-90 Оружие стрелковое. Термины и определения 

…
37. Пистолет-пулемёт — Автомат, в конструкции которого предусмотрена стрельба пистолетными патронами
Пистолет-пулемёт возник в годы Первой мировой войны, наряду с такими видами вооружений, как танк и химическое оружие, будучи в глазах своих создателей составной частью разрешения так называемого «позиционного тупика».
Как это часто бывает в случае наличия объективных предпосылок для появления того или иного технического устройства, идея этого вида оружия возникла и была реализована практически одновременно сразу в нескольких странах.
К тому времени автоматический огонь пулемётов уже весьма убедительно показал свою высокую эффективность, особенно в «окопной» позиционной войне. Однако пулемёты тех лет, как правило, стреляли с лафета или станка, были очень тяжёлыми (например, знаменитый пулемёт Максима весил без станка, воды и патронов около 20 кг, а в готовом к бою виде со станком — более 65 кг) и обслуживались расчётом из нескольких — от 2 до 6 — человек. Будучи идеальными для обороны укреплений, они совершенно не подходили для активных наступательных действий. Вполне логичной в такой ситуации была идея создания более лёгкого оружия того же типа, которое мог бы переносить и эффективно использовать в бою один человек.

#### Автоматы
Автома́т, или автомати́ческий караби́н, в иностранной литературе также штурмова́я винто́вка — ручное индивидуальное автоматическое огнестрельное оружие, предназначенное для поражения живой силы противника в ближнем бою и способное создавать большую плотность огня.
Широкое распространение автоматы получили в СССР в годы после Второй мировой войны, заменив в качестве основного оружия пехоты одновременно: пистолет-пулемёт, магазинную неавтоматическую винтовку, а также различные виды самозарядных и автоматических винтовок и карабинов предыдущего поколения.
7,62-мм автомат Калашникова (АК, индекс ГРАУ — 56-А-212, часто неверно называют АК-47) — автомат, разработанный Михаилом Калашниковым с 1946 по 1947 год, принятый на вооружение Советской Армии в 1949 году.
Послужил основой для создания целого семейства боевого и гражданского стрелкового оружия различных калибров, включая автоматы АКМ и АК74 (и их модификации), пулемёт РПК, карабины и гладкоствольные ружья «Сайга» и другие.
АК и его модификации являются самым распространённым стрелковым оружием в мире. По имеющимся оценкам, к этому типу (включая лицензионные и нелицензионные копии, а также сторонние разработки на базе АК) принадлежит до 1/5 всего имеющегося на Земле стрелкового огнестрельного оружия. За 60 лет было выпущено более 70 миллионов автоматов Калашникова различных модификаций. Они состоят на вооружении 50 иностранных армий.

#### Длинные ружья
Винтовка (первоначально — «винтовальное ружьё»; см. также родственное слово винт, предположит. от нем. Gewinde — «нарезка», «резьба») — нарезное стрелковое оружие, конструктивно предназначенное для удержания и управления при стрельбе двумя руками с упором приклада в плечо.
Ружьё — в современном узком значении — длинноствольное стрелковое оружие, предназначенное для удержания и управления при стрельбе двумя руками, обычно с упором приклада в плечо, гладкоствольное или комбинированное (с гладкими и нарезными стволами), стреляющее пулей или дробью. До относительно недавнего времени (начало XX в.) «ружьё» в широком смысле означало любое длинноствольное ручное оружие, включая нарезное и автоматическое, а в самом раннем значении это слово было в русском языке практически синонимом слова «оружие».

#### Карабины
Караби́н — облегчённая винтовка с укороченным стволом. Этим же термином были названы производителями также некоторые модели гладкоствольных ружей. Карабины представляют собой как специальные образцы огнестрельного оружия, так и варианты систем винтовок, принятых для вооружения пехоты, отличающиеся меньшими весом, длиной и некоторыми деталями конструкции. По назначению могут быть боевыми, охотничьими, служебными (полицейскими, тактическими и т. п.) или оружием самообороны (в России использование длинноствольного нарезного оружия для самообороны не разрешено).
Карабины, имеющие автоматический режим огня, в России выделяют в отдельный класс стрелкового оружия — автоматы.

#### Пулемёты
Пулемёт — групповое стрелковое автоматическое оружие поддержки, предназначенное для поражения пулями различных наземных, надводных и воздушных целей. Стрельба из пулемёта обычно ведётся с сошек или станка. Также пулемёты часто устанавливаются в качестве вооружения на различной авиатехнике, бронетехнике, кораблях (катерах) и автомобилях.
В 1883 году американский изобретатель Хайрем Максим (1840—1916) создал первый образец автоматического оружия — пулемёт Максима. Он решил использовать энергию отдачи оружия, которая до этого никак не использовалась. В начале 1880-х годов Хайрем Максим дал предложение правительству США о принятии его пулемёта на вооружение. Однако изобретение никого в Америке не заинтересовало, и тогда Максим эмигрировал в Великобританию, где его разработка первоначально также не вызвала особого интереса со стороны военных.
«Оружейная компания Максима» начала изготовлять и рекламировать пулемёты, показывая их работу во многих государствах. В Россию показательный образец пулемёта .45-го калибра (11,43 мм) был привезён в 1887 году, он прошёл испытания на полигоне. 8 марта 1888 года из него стрелял император Александр III. Хайрему Максиму удалось добиться отменной живучести и надёжности своего оружия, и в конце 1899 года его пулемёт, произведённый под британский патрон калибра .303 (7,7 мм), произвёл 15 тысяч выстрелов без каких-либо серьёзных затруднений.

### Артиллерия

#### Корабельная артиллерия
Корабе́льная артилле́рия — совокупность артиллерийского оружия, установленного на боевых кораблях и предназначенного для применения по береговым (наземным), морским (надводным) и воздушным целям. Наряду с береговой артиллерией составляет морскую артиллерию. В современном понятии корабельная артиллерия представляет собой комплекс артиллерийских установок, систем управления огнём и артиллерийского боезапаса.
Использование корабельной артиллерии происходит с движущейся и качающейся платформы, стрельба обычно идёт по движущимся целям. Эти особенности корабельной артиллерии потребовали создания сложных приборов управления стрельбой и механизмов наведения орудий.
Средние дистанции стрельбы корабельной артиллерии превышают дистанции наземной артиллерии, поэтому применяются орудия с длиной ствола свыше 30 калибров (пушки).
С развитием ракет из-за малой дальности и точности стрельбы корабельные артиллерийские установки стали применяться для решения вспомогательных задач, когда применение ракет было нецелесообразно, например для предотвращения прорыва морской блокады, уничтожения вспомогательных судов, обстрела побережья.

#### Пушки
Пу́шка — тип артиллерийского орудия; слово происходит от глагола «пущати» (то есть «метать»). От других представителей ствольной артиллерии, таких как гаубица или мортира, пушка отличается бо́льшим удлинением ствола (40-80 калибров), начальной скоростью снаряда и дальнобойностью, но зато она имеет меньший максимальный угол возвышения. Условной границей между гаубичным и пушечным стволом считается его длина в 40 калибров. При длине ствола меньшей 40 калибров орудие классифицируется как пушка-гаубица (гаубица-пушка); при большей — как пушка.

##### Авиационная пушка
Авиацио́нные пу́шки — автоматические пушки, адаптированные либо специально спроектированные для применения на летательных аппаратах.
Отличительными особенностями авиационных пушек является их малый вес, высокая скорострельность, компактность и относительно небольшой калибр (до 45 мм).

##### Зенитная пушка
Зенитная пушка (зенитное орудие, также жарг. зенитка, устар. «противоаэропланная пушка») — специализированное артиллерийское орудие на лафете, как более современный вариант — смонтированное на унифицированном самоходном колёсном или гусеничном шасси с круговым обстрелом и очень большим углом возвышения (стрельбой «в зенит», отсюда и происходит название — «зенитное орудие»), предназначенное для борьбы с авиацией противника.
В первую очередь характеризуется высокой начальной скоростью снаряда и точностью наводки, в связи с этим зенитные орудия часто использовались в качестве противотанковых.
Часть зенитных орудий после снятия с вооружения была переделана для мирного применения в горной местности в качестве противолавинных орудий.

##### Противотанковая пушка
Противотанковая пушка или противотанковое орудие (аббр. ПТО) — специализированное артиллерийское орудие, предназначенное для борьбы с бронетехникой противника путём стрельбы прямой наводкой. В подавляющем большинстве случаев оно является длинноствольной пушкой с высокой начальной скоростью снаряда и небольшим углом возвышения. К другим характерным особенностям противотанкового орудия относятся унитарное заряжание и клиновый полуавтоматический затвор, которые способствуют максимальной скорострельности. При конструировании ПТО особое внимание уделяют минимизации его массы и размеров с целью облегчения транспортировки и маскировки на местности.
ПТО могут применяться и против небронированных целей, но с меньшей эффективностью, чем гаубицы или универсальные полевые орудия.

##### Танковая пушка
Основным вооружением танка обычно является пушка, как правило, размещающаяся в башне, с целью обеспечить ему круговой сектор обстрела, что является одной из определяющих особенностей танка (вместе с тем, существуют и исключения: так, первые танки, такие как Mk.I или Сен-Шамон, танк 1930-х годов Char B1, или даже танк 1940 года M3 Lee были вооружены пушками, расположенными в корпусе и имевшими ограниченные углы обстрела; уникальный же шведский танк 1960-х годов Strv-103 имел жёстко закреплённую в корпусе пушку, наводившуюся поворотом танка и наклоном его корпуса при помощи специальной подвески).
Изредка танки вооружаются несколькими пушками либо с целью обеспечить более эффективное поражение целей разных типов или просто повысить огневую мощь (как на германском опытном танке Nb.Fz. или советском Т-35), либо (как на первых танках) чтобы компенсировать ограниченные углы обстрела одного орудия.
На Т-35 это сочеталось с многобашенной схемой, когда из пяти его башен одна была вооружена короткоствольной 76-мм пушкой, а ещё две — длинноствольными 45-мм пушками.
Танковая пушка в большинстве случаев используется для стрельбы прямой наводкой по настильной траектории (в отличие от самоходных артиллерийских установок). Современные танковые пушки имеют большой калибр (от 105 до 125 мм, на перспективных образцах до 152 мм), могут быть как нарезными, так и гладкоствольными.

#### Гаубицы
Га́убица (нем. Haubitze, от чеш. houfnice, первоначально — орудие для метания камней) — тип артиллерийского орудия, предназначенного преимущественно для навесной стрельбы с закрытых огневых позиций, вне прямой видимости цели. Гаубицы входят в состав войсковой (в иностранных армиях полевой) артиллерии, имеют калибр от 100 мм и выше, относительно короткий ствол (15—30 калибров), переменный заряд, достаточно высокую скорострельность — от 0,5—1 до 6 выстрелов в минуту (в зависимости от калибра), дальность стрельбы до 30 км и угол возвышения до 75 градусов. Большинство современных гаубиц самоходные, старые системы имеют механическую тягу. Длина ствола современных гаубиц составляет до 50 и более калибров, скорострельность до 10—12 выстрелов в минуту, дальность стрельбы до 50 и более км.

#### Мортиры
Морти́ра (нидерл. mortier) — артиллерийское орудие с коротким стволом (обычно длиной менее 15 калибров) для навесной стрельбы. Мортира предназначена главным образом для разрушения особо прочных оборонительных сооружений и для поражения целей, укрытых за стенами или в окопах. Применялась с XV века. Во многих современных языках мортира и миномёт называются одним словом. В современном русском языке термин «мортира» применяется лишь к короткоствольным орудиям, не имеющим плиты, передающей отдачу в землю (то есть не являющимся миномётами).
К мортирам по отношению длины ствола к калибру можно отнести бомбарды — одни из первых артиллерийских орудий, применявшихся при осаде и обороне крепостей в XIV—XVI вв. Однако бомбарды обычно стреляли прямой наводкой по стенам.
Термин «мортира» проник в Россию при Петре I, когда артиллерийские орудия разделили на длинноствольные (пушки), средние (гаубицы) и короткоствольные (мортиры). В начале своего развития мортира предназначалась для обстрела целей, недоступных для настильного огня — живой силы противника, укрытой в траншеях или за стенами крепостей; разрушения зданий и укреплений при осадах. Древние пушки обычно использовали железные ядра, потому что металлургия того периода не могла произвести тонкостенные снаряды, которые могли бы выдержать выстрел из орудия, не ломаясь. Ядра мортиры могли быть снаряжены взрывчаткой, так как скорость ядра, а значит, и перегрузки при выстреле были меньше. Промежуточным вариантом была гаубица. Древние мортиры иногда достигали огромного размера и транспортировались в специальных отдельных телегах, с которых они выгружались на землю для перехода из походного положения в боевое.

##### Миномёты
Миномёт — артиллерийское орудие, разновидность мортиры, отличающееся отсутствием противооткатных устройств и лафета — их заменяет опорная плита, через которую импульс отдачи передаётся грунту или самоходному шасси (последнему — у самоходных миномётов). Кроме того, в СССР в 1920-е — первой половине 1930-х гг. к классу миномётов относили мортиры, предназначенные для стрельбы надкалиберными боеприпасами (артиллерийскими бомбами; такие системы известны также как полевые бомбомёты — впрочем, сейчас и этот термин, и термин «бомбы» применительно к артиллерийским снарядам используются лишь историками). В СССР и современной России к миномётам относят также любое артиллерийское орудие, предназначенное для стрельбы калиберными и подкалиберными боеприпасами каплевидной формы — артиллерийскими (миномётными) минами. В большинстве стран мира (за исключением России и большей части других «постсоветских» государств, а также Германии) миномёты не выделяются в отдельную категорию артиллерийских орудий, а относятся к классу мортир. Изобретателем миномёта считается русский офицер и инженер Л. Н. Гобято.

### Гранатомёты
Гранатомёт — переносное огнестрельное оружие, предназначенное для поражения техники, сооружений или живой силы противника с помощью выстрела боеприпасом, значительно превосходящим по калибру патрон стрелкового оружия. Боеприпас гранатомёта называется гранатой (гранатомётным выстрелом).
Прообразом гранатомёта являются кремнёвые, а поначалу и фитильные ручные мортирки для стрельбы ручными гранатами, известные с XVI в. Пётр I пытался широко ввести их в русской армии, но из этого ничего не вышло ввиду чрезвычайно сильной отдачи, которая делала невозможной стрельбу из этого оружия иначе как с упора.
Фактически словом «гранатомёт» обозначаются несколько классов оружия. Итак, гранатомёты бывают:
- дульными (как ствольными, так и бесствольными),
- подствольными,
- станковыми,
- ручными,
- реактивными (одноразовыми и многоразовыми).

## Распространение
В августе 2007 года Институт высших международных исследований (ИВМИ) в Женеве опубликовал доклад о распространении огнестрельного стрелкового оружия в мире. По данным института, на каждого 7-го жителя планеты приходится одна единица огнестрельного оружия. Самой вооружённой страной являются США, где гражданскому населению принадлежит около 270 млн единиц огнестрельного оружия. Они же лидируют и по относительному показателю:
| Место | Страна    | Единиц оружия на 100 человек |
| ----- | --------- | ---------------------------- |
| 1     | США       | 90                           |
| 2     | Йемен     | 61                           |
| 3     | Финляндия | 56                           |
| 4     | Швейцария | 46                           |
| 5     | Ирак      | 39                           |
| ...   | ...       | ...                          |
| 24    | Россия    | 9                            |
| ...   | ...       | ...                          |

Согласно данным ИВМИ, за 5 лет количество огнестрельного оружия увеличилось на 36 %, с 640 млн до 875 млн.